# 764
El 764 (DCCLXIV) fou un any de traspàs començat en diumenge del calendari julià.

## Esdeveniments
- Es publica el Hyakumanto Darani, considerat el primer text imprès amb mitjans mecànics.

## Necrològiques
- Abd Allah ben Alí, militar.